# Dichanthium mccannii
Dichanthium mccannii är en gräsart som beskrevs av Ethelbert Blatter. Dichanthium mccannii ingår i släktet Dichanthium och familjen gräs. Inga underarter finns listade i Catalogue of Life.